# Navajo National Monument
Le monument national Navajo (en anglais, Navajo National Monument) est un monument national américain se situant dans la réserve navajo du nord de l'Arizona. Il préserve des habitations troglodytiques de la civilisation Anasazi, datées du XIIIe siècle.
Il est créé le 20 mars 1909 par le président William Howard Taft, peu après le début de son mandat le 4 mars. Le site comporte trois zones qui forment un total de 146 hectares environ.
Le monument national a été inscrit au registre national des lieux historiques le 15 octobre 1966.

## Géographie
Le monument se trouve sur le plateau de Shonto, surplombant le système de Tsegi Canyon, à l’ouest de Kayenta, en Arizona. Il dispose d’un centre d’accueil avec un musée, de trois courts sentiers autoguidés, de deux petits terrains de camping et d’une aire de pique-nique.

Le Sandal Trail est un sentier aller-retour accessible et autoguidé de 2,1 km qui se termine à un point de vue sur les ruines de Betatakin à travers le canyon Betatakin de 170 m de profondeur. Le belvédère est le seul point du monument où les visiteurs peuvent voir l’habitation de la falaise autrement que lors des visites guidées. Les gardes forestiers guident les visiteurs lors de visites gratuites (de 3 à 5 heures) des habitations de la falaise de Betatakin et lors de randonnées aller-retour de 27 km dans l’arrière-pays jusqu’au Keet Seel.

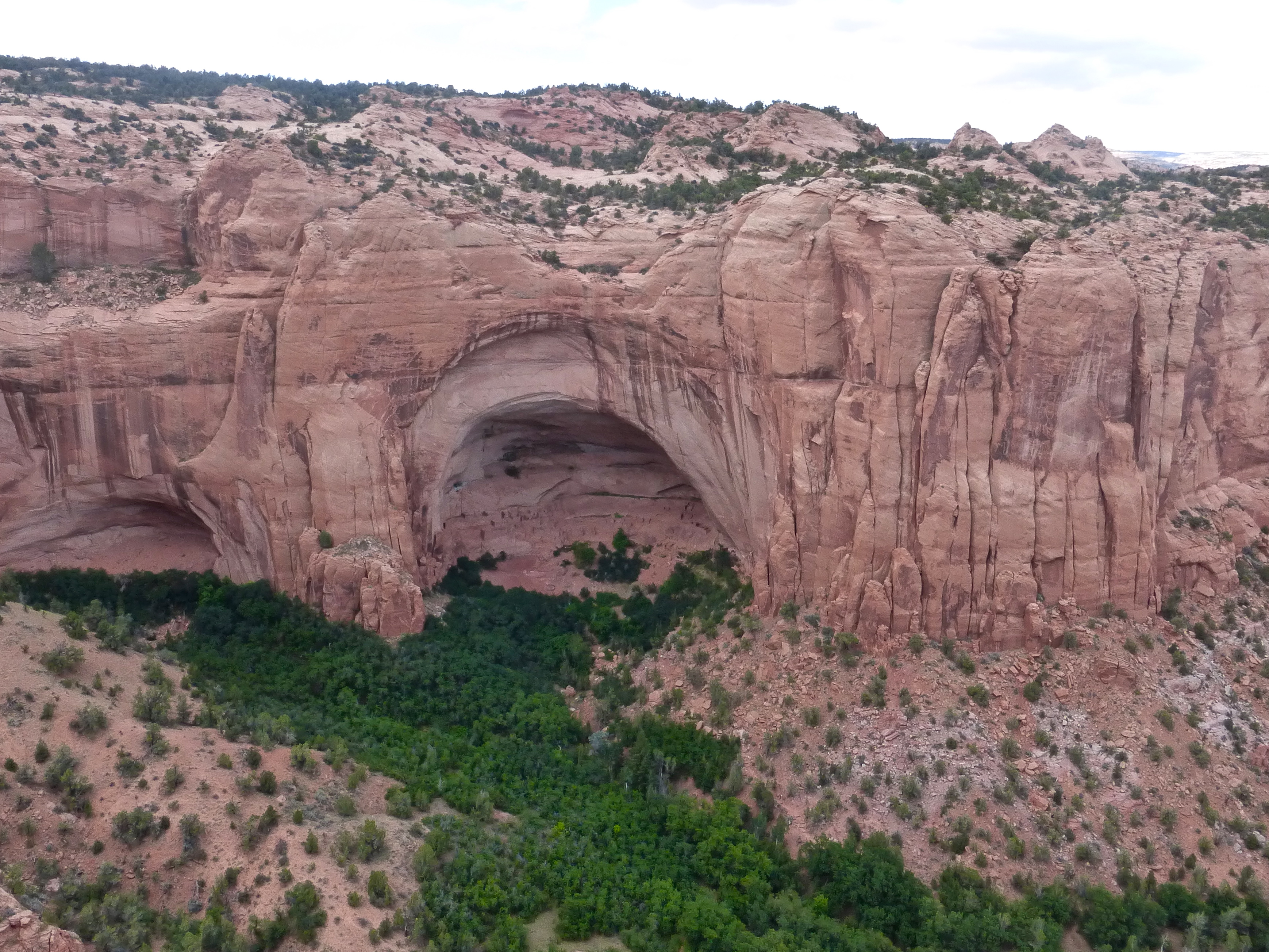
Betakin Ruin
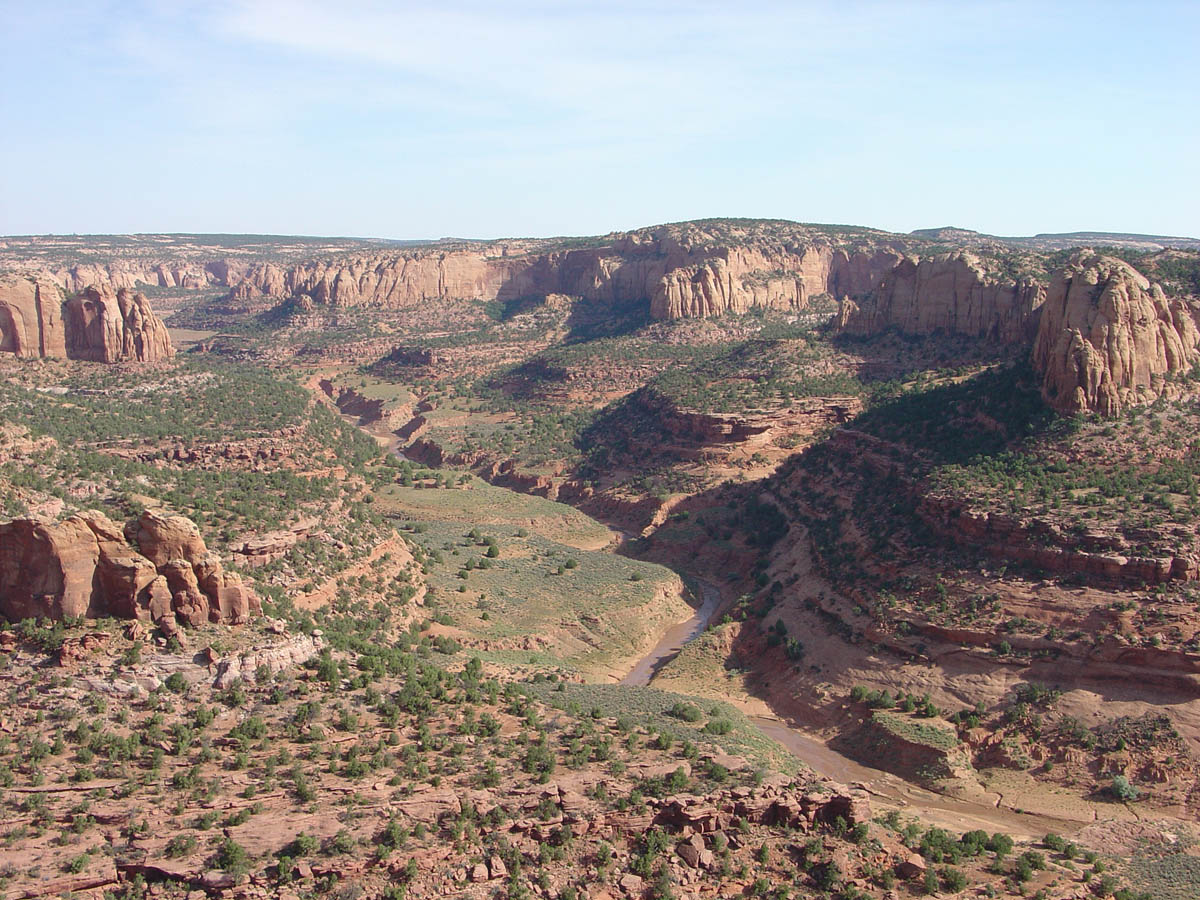
Vue générale
White House ruins